# Bignami
Bignami is een metrostation in de Italiaanse stad Milaan dat werd geopend op 10 februari 2013 en wordt bediend door lijn 5 van de metro van Milaan.

## Geschiedenis
In 1912 werd een plan ingediend voor een ondergrondse tussen Milaan en Monza. Na diverse metroplannen in het interbellum kwam in 1952 een nieuw metroplan met vooral lijnen in en rond de binnenstad, zonder een verbinding met Monza. In 1999 kwam een voorstel voor een lijn vanaf Garibaldi FS naar het noorden. Deze lijn werd gepland tot de gemeentegrens vlak ten noorden van Bignami. Dit deel van de lijn werd tussen 2007 en 2013 gebouwd met Bignami als noordelijk eindpunt. De uitbreiding van het metronet tot Monza kwam in het kader van de Olympische Winterspelen 2026 weer in beeld. Lijn 1 wordt daarvoor doorgetrokken tot de P&R voorziening aan de zuidrand van Monza. Lijn 5 zal ten noorden van Bignami eveneens worden doorgetrokken naar de P&R voorziening en dan verder doorlopen in Monza zelf, zodat Monza vanaf 2026 alsnog op de metro wordt aangesloten. 

## Ligging en inrichting
Het station ligt onder onder de Viale Fulvio Testi bij het kruispunt met de Via Emilio Bignami.  De toegangen liggen ten noorden van het kruispunt. Naast de trappen aan weerszijden van de Viale Fulvio Testi ligt aan de oostkant een lift voor rolstoelgebruikers. Ondergronds zijn deze toegangen met een voetgangerstunnel onder het plein met elkaar verbonden. Halverwege deze tunnel liggen de toegangspoortjes aan de zuidkant en achter de poortjes dalen de reizigers af naar de verdeelhal op niveau -2. In de verdeelhal verdelen de reizigers zich afhankelijk van de gewenste rijrichting over de zijperrons die via trappen en liften aan de randen van de verdeelhal bereikbaar zijn. De metrolijn ligt in een dubbelsporige tunnel die met perrondeuren. Vlak ten zuiden van de perrons liggen overloopwissels waarmee binnenkomende metrostellen op verkeerd spoor kunnen binnenrijden. Ten noorden van de perrons loopt de tunnel ten noorden van de gemeentegrens door en liggen er twee kopsporen waar metrostellen geparkeerd kunnen worden.  Naast deze kopsporen ligt aan de oostkant een kleine werkplaats met drie sporen, als grootonderhoud nodig is worden de metrostellen naar de werkplaats Precotto overgebracht.